# Represent (album Compton’s Most Wanted)
Represent – czwarty studyjny amerykańskiego zespołu hip-hopowego Compton’s Most Wanted. Został wydany w październiku 2000 roku. W 2007 MC Eiht wydał reedycję tej płyty, pod nazwą Representin'.

## Lista utworów
1. „Intro” - 1:02
2. „This Is Compton 2000” - 4:14
3. „Some May Know” - 4:36
4. „Get Money” - 4:27
5. „What U Like It Like” - 4:32
6. „100%" - 2:43
7. „Then U Gone” - 3:54
8. „All Around The Hood” - 3:55
9. „Endolude - Welcome To Los Angeles” - 0:44
10. „Them Niggaz” - 3:50
11. „So Don't Go There” - 4:13
12. „Represent” - 2:30
13. „Like Me” - 4:08
14. „Pull The Trigger” - 4:32
15. „Slang My Keys” - 4:22
16. „Front Page” - 10:01